# Eyalato de Sidón
El eyalato de Sidón (en turco otomano: ایالت صیدا, Eyālet-i Ṣaydā‎) era un eyalato (también conocido como beylerbeylik) del Imperio otomano. En el siglo XIX, el eyalato se extendía desde la frontera con Egipto hasta la bahía de Keserwan, incluidas partes de la Palestina y el Líbano modernos. 
Dependiendo de la ubicación de su capital, también se la conocía como Eyalato de Safed, Beirut o Akka (Acre).

## Antecedentes
Los gobernantes otomanos consideraron crear la provincia desde 1585. Los distritos de Beirut-Sidón y Safed (que abarcan gran parte de Galilea) se unieron bajo el gobierno de Ma'nid Emir Fakhr-al-Din ibn Maan.

## Historia

### Creación
La provincia fue creada brevemente durante el exilio de Fakhr-al-Din en 1614-1615 y recreada en 1660. La provincia continuó subordinada de alguna manera, tanto en materia fiscal como política, al eyalato de Damasco a partir de la cual fue creada. 
A pesar de los conflictos de la década de 1660, la familia Maan "desempeñó el papel principal en la gestión de los asuntos internos de este eyalato hasta los últimos años del siglo XVII, quizás porque no era posible gestionar la provincia, ciertamente no en el sanjacado de Sidón-Beirut, sin ellos".

### Finales delsigloXVIIalXVIII
Los Maan fueron sucedidos por la familia Chehab en el gobierno de Sidón-Beirut desde los últimos años del siglo XVII hasta el siglo XIX. Los Maan fueron reconocidos por primera vez como "emires" en 1592 cuando Fakhr al-Din Maan fue nombrado gobernador (honorario) del sanjacado de Safad, y tanto los Maan como los Chehab fueron reconocidos por los otomanos como titulares de un solo vagamente definido emirato "druso". En realidad, nunca ejercieron ninguna función administrativa más allá de la de multazim (recaudador de impuestos) en varios distritos montañosos en el eyalato de Sidón (el Shuf). En 1763 los chiitas también fueron investidos con granjas fiscales en el eyalato de Trípoli que anteriormente había estado en manos de la familia chiita Hamada, lo que marca el comienzo de la soberanía del "emirato" sobre todo el monte Líbano. 
En 1775, cuando Jezar Ahmed Bajá recibió la gobernación de Sidón, trasladó la capital a Acre. En 1799, Acre resistió un asedio de Napoleón Bonaparte.

### Principios y mediados delsigloXIX
Como parte de la guerra egipcio-otomana de 1831-1833, Ibrahim Bajá de Egipto tomó Acre después de un severo sitio el 27 de mayo de 1832. La ocupación egipcia intensificó las rivalidades entre drusos y maronitas, ya que Ibrahim Bajá favoreció abiertamente a los cristianos en su administración y su ejército. En 1840, el gobernador de Sidón trasladó su residencia a Beirut, convirtiéndola efectivamente en la nueva capital del eyalato. Después del retorno al dominio otomano en 1841 al finalizar la Crisis oriental de 1840, los drusos desalojaron a Bashir III al-Shihab, a quien el sultán había otorgado el título de emir. 
En 1842 el gobierno otomano introdujo el doble kaymakamato, mediante el cual el Monte Líbano sería gobernado por una persona designada por maronita y las regiones más al sur de Keserwan y Chouf sería gobernado por una drusa. Ambos permanecerían bajo el gobierno indirecto del gobernador de Sidón. Esta partición del Líbano resultó ser un error. Las animosidades entre las sectas religiosas aumentaron y en 1860 se intensificaron hasta convertirse en una violencia sectaria en toda regla. En el conflicto del Líbano que siguió, miles de cristianos murieron en masacres que culminaron con los disturbios de Damasco de julio de 1860. 

### Disolución
Tras el clamor internacional causado por las masacres, los franceses desembarcaron tropas en Beirut y los otomanos abolieron el sistema inviable del kaymakamato e instituyeron en su lugar el Mutasarrifato del Monte Líbano, un distrito de mayoría maronita gobernado por mutasarrıf cristianos no libaneses, que fue el predecesor directo del sistema político que continuó existiendo en los primeros años posteriores a la independencia del Líbano. El nuevo arreglo terminó con la agitación y la región prosperó en las últimas décadas del Imperio otomano. 

## Divisiones administrativas
El eyalato de Sidón consistió en dos sanjacados en el siglo XVII: 
1. Sidón-Beirut
2. Safad

El eyalato de Sidón constaba de siete sanjacados (distritos) a principios del siglo XIX:
1. Acre
2. Beirut
3. Sidón
4. Tiro
5. Nablus
6. Nazaret
7. Tabariah